# Los Naranjos, Mineral del Chico
Los Naranjos är en ort i Mexiko.   Den ligger i kommunen Mineral del Chico och delstaten Hidalgo, i den sydöstra delen av landet, 100 km nordost om huvudstaden Mexico City. Los Naranjos ligger 2 155 meter över havet och antalet invånare är 124.
Terrängen runt Los Naranjos är lite bergig, och sluttar norrut. Runt Los Naranjos är det mycket tätbefolkat, med 1 361 invånare per kvadratkilometer. Närmaste större samhälle är Pachuca de Soto, 15,1 km söder om Los Naranjos. I omgivningarna runt Los Naranjos växer i huvudsak blandskog.